# Dave Mantel
David John (Dave) Mantel (Amsterdam, 15 september 1981 – Diemen, 1 december 2018) was een Nederlandse acteur, model en fotograaf. Hij verkreeg bij het grote publiek bekendheid door zijn rol van Menno Kuiper in de RTL 4-soap Goede tijden, slechte tijden.

## Levensloop
Mantel was in Goede tijden, slechte tijden te zien van 2013 tot 2014. Daarnaast was hij onder andere te zien in de film De Heineken Ontvoering en als Tino in de met internationale prijzen overladen film Spijt!, naar het boek van Carry Slee. Op televisie speelde Mantel onder andere rollen in de series Danni Lowinski, Divorce en Dokter Tinus.
Vanaf 2015 vertolkte Mantel de hoofdrol van Frank Farmer in de theatermusical The Bodyguard. Naast zijn werk als acteur was Mantel tevens fotograaf en filmmaker. Ook was hij vanaf 2015 ambassadeur van Free A Girl en zette hij zich in voor de vrijheid van meisjes in gedwongen prostitutie.
Mantel studeerde in 2005 af aan de Amsterdamse Toneelschool en Kleinkunst Academie.
Mantel was samen met zijn vriendin woonachtig in Diemen, waar hij op 37-jarige leeftijd stierf ten gevolge van hartfalen.